# Pippi Langstrumpf (Fernsehserie)

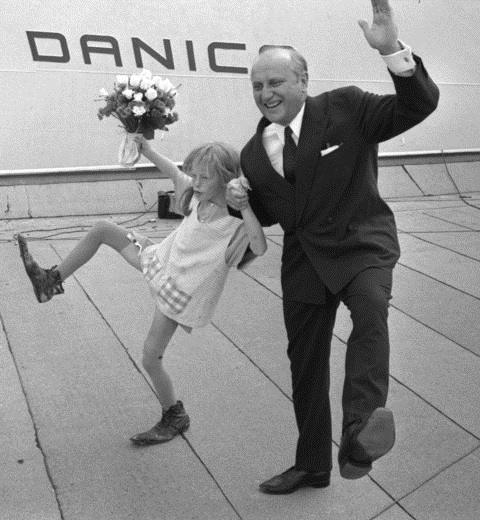
Inger Nilsson als Pippi 1969

Pippi Langstrumpf ist eine schwedisch-deutsche Fernsehserie vom Regisseur Olle Hellbom produziert im Jahr 1968.
Sie basiert auf den Pippi-Langstrumpf-Romanen von Astrid Lindgren. Das bis heute populäre Titellied ist Hey, Pippi Langstrumpf!

## Deutsche Version

### Folgenanzahl
Die schwedische Originalfassung hat 13 Folgen und wurde im Jahr 1969 ausgestrahlt.
In Deutschland wurde die Serie erst ab Oktober 1971 gezeigt, also nachdem schon vier Langfilme mit Inger Nilsson im Kino gezeigt worden waren. Die Serie wurde damals fortgeführt, indem die Kinofilme Pippi in Taka-Tuka-Land und Pippi außer Rand und Band in jeweils vier Folgen aufgeteilt und an die Serienfolgen angehängt wurden.

### Langfilme
Bevor die komplette Serie synchronisiert wurde, wurden in der Bundesrepublik Deutschland zunächst Langfilme für das Kino aus der Serie geschnitten und übersetzt. Es entstanden Pippi Langstrumpf sowie Pippi geht von Bord (beide 1969). Da der erste dieser Filme das Ende der Serie (bei dem Pippi „von Bord geht“) schon vorwegnahm, wurde die Handlung des zweiten Zusammenschnitts kurzerhand hinter Pippis Rückkehr verlegt. Der zweite Film endet stattdessen mit dem Weihnachtsfest.
In Schweden folgten auf die Serie die Kinofilme Pippi in Taka-Tuka-Land und Pippi außer Rand und Band, die in Deutschland so übernommen und auch im Fernsehen gezeigt wurden.
Erst 1973 wurde auch in Schweden eine eigenständige Spielfilmfassung der Serie mit dem Titel Här kommer Pippi Långstrump produziert. In Deutschland wurde dieser erst 1987 unter dem Titel Hier kommt Pippi Langstrumpf bei den Nordischen Filmtagen in Lübeck gezeigt.

### Synchronisation
Die deutsche Synchronfassung entstand bei der Taurus Union, München. Helmut Harun führte Dialogregie.
Während in den Filmen Andrea L’Arronge die Rolle der Pippi sprach, wurde Inger Nilsson in allen 21 Folgen der Fernsehserie von Eva Mattes synchronisiert. Pär Sundberg (Tommy) wurde in den Filmen ebenfalls von Eva Mattes gesprochen, in der Serie hingegen von Sabine Plessner. Maria Persson (Annika) wurde in den Filmen und der Serie von Claudia Quilling synchronisiert.
| Figur                     | Darsteller       | Deutscher Sprecher |
| ------------------------- | ---------------- | ------------------ |
| Pippi Langstrumpf         | Inger Nilsson    | Eva Mattes         |
| Thomas „Tommy“ Settergren | Pär Sundberg     | Sabine Plessner    |
| Annika Settergren         | Maria Persson    | Claudia Quilling   |
| Kapitän Langstrumpf       | Beppe Wolgers    | Horst Breitenfeld  |
| Polizist Kling            | Ulf G. Johnsson  | Eberhard Mondry    |
| Polizist Klang            | Göthe Grefbo     | Bruno W. Pantel    |
| Hausierer Konrad          | Hans Alfredson   | Bruno W. Pantel    |
| Herr Settergren           | Fredrik Ohlsson  | Hellmut Lange      |
| Frau Settergren           | Öllegård Wellton | Helga Trümper      |
| Messer-Jocke              | Martin Ljung     | Erik Jelde         |
| Blut-Svente               | Jarl Borssén     | Norbert Gastell    |

## Gebrauch des Wortes „Spunk“
In der Folge 9 der Serie sucht Pippi etwas, das sie einen „Spunk“ nennt. Nahezu alles, was ihr begegnet, wird daraufhin überprüft. Ein wildes Tier wird vermutet, im Bonbonladen sucht sie mit ihren Freunden ebenso nach „Spunk“ wie im Metallwarenladen. Schließlich lässt sie sich vom Arzt auf „Spunk“ untersuchen. Dieser bescheinigt ihr nach gründlicher „Spunkuntersuchung“ beste Gesundheit.
Astrid Lindgren hatte das Wort „Spunk“ gewählt, weil es ein Wort sein sollte, das es nicht gibt. Im Englischen gibt es dieses aber sehr wohl. Noch dazu kann es dort eine vulgäre Bedeutung (für Sperma) haben. Daher wurde in der englischen Übersetzung stattdessen das Wort „Spink“ verwendet. Pippi Langstrumpf (schwed. Pippi Långstrump) entdeckt das Wort „Spunk“ in einer Geschichte von Astrid Lindgren, die erstmals 1945 erschien. Zora Neale Hurston veröffentlichte jedoch bereits im Jahr 1925 die  Kurzgeschichte Spunk (der Vorname der Hauptfigur), mit der sie im gleichen Jahr den zweiten Preis in der Zeitschrift Opportunity in der Kategorie Kurzgeschichte („short story“) gewann.
Das Wort „Spunk“ wird auch sonst außerhalb der Werke Astrid Lindgrens mehrfach benutzt. So ist „Spunk“ unter anderem seit 1971 die Markenbezeichnung für ein sehr starkes dänisches Salzlakritz und auch der Name einiger anderer musikalischer oder literarischer Werke.

## Serienindex
1. Pippi zieht in die Villa Kunterbunt
2. Pippis neue Freunde
3. Pippi auf Sachen-Suche
4. Pippi macht einen Ausflug
5. Pippi und die Gespenster
6. Pippi auf dem Rummelplatz
7. Pippi lernt Plutimikation
8. Pippi und das Weihnachtsfest
9. Pippi und der Spunk
10. Pippi auf großer Ballonfahrt
11. Pippi und die Flaschenpost
12. Pippis Abschiedsfest
13. Pippi geht an Bord der Hoppetosse
14. Pippi Langstrumpf und die Seeräuber – Teil 1 (aus dem Film „Pippi in Taka-Tuka-Land“)
15. Pippi Langstrumpf und die Seeräuber – Teil 2 (aus dem Film „Pippi in Taka-Tuka-Land“)
16. Pippi Langstrumpf und die Seeräuber – Teil 3 (aus dem Film „Pippi in Taka-Tuka-Land“)
17. Pippi Langstrumpf und die Seeräuber – Teil 4 (aus dem Film „Pippi in Taka-Tuka-Land“)
18. Mit Pippi Langstrumpf auf der Walz – Teil 1 (aus dem Film „Pippi außer Rand und Band“)
19. Mit Pippi Langstrumpf auf der Walz – Teil 2 (aus dem Film „Pippi außer Rand und Band“)
20. Mit Pippi Langstrumpf auf der Walz – Teil 3 (aus dem Film „Pippi außer Rand und Band“)
21. Mit Pippi Langstrumpf auf der Walz – Teil 4 (aus dem Film „Pippi außer Rand und Band“)

## Unterschiede zur Buchvorlage
Während die Handlung von Folge 8 und 9 für die Serie komplett neu gestaltet wurde, wurden auch einige andere Punkte aus Lindgrens Originalbuch verändert. So haben die zwei Polizisten, welche dort noch namenlos sind, im Buch nur in einem Kapitel einen Auftritt, während Fräulein Prysselius extra für die Serie erfunden wurde. Donner-Karlsson und Blom tauchen auch nur in einem Kapitel auf; werden dort aber etwas besser behandelt, da sie von Pippi neben einem Essen auch noch je ein Goldstück erhalten.
Pippis Pferd hat im Buch keinen Namen, in der Serie heißt es Kleiner Onkel. Herr Nilsson, der im Buch als Meerkatze bezeichnet wird, wird in der Serie von einem Totenkopfäffchen dargestellt.

## Auszeichnungen
- Deutschland: Goldene Schallplatte
  - 1× Gold
  - 1× Platin[2]

- Deutschland: Goldene Schallplatte (Musikvideo-Award)
  - 7× Gold
  - 9× Platin